# Comtat de Varais
Varais fou un pagus de Borgonya que va constituir un comtat al segle ix. La capital era Besançon. El nom deriva de pagus Warascorum o Warascus, en francès Varais al seu torn anomenat pels warascs o warasques, poble germànic.
A la meitat del segle X el comte Letald II de Mâcon va prendre el poder als quatre comtats al nord-est del seu: el Amous, Portois, Escuens i Varais, que van quedar units a les seves mans per formar el comtat de Borgonya després conegut com a Franc Comtat.